# Kamensko (Károlyváros)
 Kamensko  falu Horvátországban, a Károlyváros megyében. Közigazgatásilag Károlyvároshoz tartozik.

## Fekvése
Károlyváros központjától 5 km-re délkeletre, a Kulpa jobb partján fekszik.

## Története
A régészeti ásatások ezen a helyen egy 7. századi település maradványait tárták fel, azóta ez a hely folyamatosan lakott volt. A mai templom helyén egy kisebb fatemplom nyomai kerültek elő. A település első írásos említése a 13. századból származik, 1369-ben már a Frangepánok birtoka volt. Férje halála után 1404-ben Frangepán Katalin megalapította a kamenskói kolostort és a Havas Boldogasszony tiszteletére szentelt templomot, ahova pálos atyákat hívott.
1451 körül a török megtámadta és felgyújtotta a kolostort, melyet ekkor először építettek újjá. 1570-ben ismét súlyos támadás érte az épületegyüttest, mely után 1573-ban a pálosok a jobban védett Ozaly melletti Sveticére költöztek. Az épületek újjáépítése 1684-ben kezdődött el. 1692-től vált lehetővé istentiszteletek tartása, végül 1699-ben a pálos atyák is visszatértek. Az újjáépítés 1708-ra fejeződött be. 1740-ben elkezdődött a barokk stílusban történő átépítés, a templom ekkor nyerte el mai formáját. A templomot belülről a pálos Gabriel Taller mester festette ki. A kolostor átépítése 1749-től 1767-ig tartott, ekkor épült meg a keleti, a nyugati és az északi szárny, melyek a plébániatemplommal egységes szerkezetet alkotnak.
1786-ban II. József rendeletére megszüntették a pálos rendet, így a kamenskói kolostor is bezárásra került. 1789-ben megalapították a kamenskói plébániát. 1838-ban Fridrik Hamerlić befejezte a templom belső festését. A pálosok csak 1972-ben Franjo Kuharić érsek hívására térhettek vissza Lengyelországból régi kolostorukba.
1991-be a szerb támadás ismét súlyos károkat okozott az épületegyüttesben és a szerzeteseknek újra menekülniük kellett. A pusztítás mértéke a török korihoz volt hasonlítható. Megsemmisítettek, vagy elvittek mindent, amit időben nem sikerült elmenekíteni. A kolostor épülete több tüzérségi találatot kapott és a templom is súlyos károkat szenvedett. Mennyezete beomlott, toronysisakja megsemmisült, belül is csak a csupasz falak és a berendezés összetört romjai maradtak. A pálosok csak 1999-ben térhettek újra vissza a felújított épületbe.
A településnek 1857-ben 323, 1900-ban 380 lakosa volt. A trianoni békeszerződésig Zágráb vármegye Károlyvárosi járásához tartozott. 1971-ben 316-an lakták, azóta lakosságát Károlyvároshoz számítják.

## Lakosság
| Lakosság változása | Lakosság változása | Lakosság változása | Lakosság változása | Lakosság változása | Lakosság változása | Lakosság változása | Lakosság változása | Lakosság változása | Lakosság változása | Lakosság változása | Lakosság változása | Lakosság változása | Lakosság változása | Lakosság változása | Lakosság változása |
| ------------------ | ------------------ | ------------------ | ------------------ | ------------------ | ------------------ | ------------------ | ------------------ | ------------------ | ------------------ | ------------------ | ------------------ | ------------------ | ------------------ | ------------------ | ------------------ |
| 1857               | 1869               | 1880               | 1890               | 1900               | 1910               | 1921               | 1931               | 1948               | 1953               | 1961               | 1971               | 1981               | 1991               | 2001               | 2011               |
| 323                | 359                | 347                | 396                | 380                | 0                  | 0                  | 496                | 426                | 324                | 333                | 316                | 0                  | 0                  | 0                  | 0                  |

## Nevezetességei
Havas Boldogasszony tiszteletére szentelt plébániatemploma és pálos kolostora a 15. században épült. A 17. és 18. században megújították és barokk stílusban építették át. Gazdagon díszített barokk főoltára 1750 körül készült, de a főoltár kegyszobra 15. századi. A horvát címer 1914-ben került a megújult főoltár felső részére. A Szent Kereszt tiszteletére szentelt mellékoltár 1685-ben készült, Draskovich Péter gróf adományából. A Szent Miklós oltár, a szószék, a Boldogságos Szűzanya szobra, valamint a sekrestye festett ajtaja 1760 körül készültek. Az oltárképek, valamint a belső festés régebbi freskói  Gabriel Taller pálos festőművész munkái. A későbbi falfestményeket Fridrik Hamerlić készítette 1838-ban. A Szent Miklós oltár a károlyvárosi hajós céh ajándéka. A templom régi barokk orgonáját 1914-ben Heferer zágrábi műhelyében épített új orgonára cserélték fel.